# Zeisner (Unternehmen)
Zeisner Feinkost GmbH & Co. KG ist ein deutscher Feinkosthersteller, der sich auf Würzsaucen spezialisiert hat. Das 1902 in Bremen gegründete Unternehmen hat seit den 1960er-Jahren seinen Sitz im niedersächsischen Grasberg nahe Bremen und wird mittlerweile in der Rechtsform einer GmbH & Co. KG geführt. Das Familienunternehmen wird gegenwärtig in vierter Generation geleitet.
Im Jahr 1937 produzierte Zeisner als damaliger Manufakturbetrieb „Deutschlands ersten Ketchup“ und „besetzte folglich einen Nischenmarkt“. Heute tritt das Unternehmen vor allem als regionaler Markenartikler im Nordwesten Deutschlands auf, ist aber auch deutschlandweit sowie international aktiv.

## Unternehmensgeschichte
Das Unternehmen wurde im Jahr 1902 von dem gelernten Apotheker Waldemar Zeisner in Bremen im nahe dem Hauptbahnhof gelegenen Philosophenweg gegründet. Der Firmengründer schätzte die englische Worcestersauce, die er zunächst importierte und damit handelte. Gleichzeitig entwickelte er zusammen mit seiner Frau Juliane Zeisner eine eigene Variante der Flüssigwürze, die zum ersten Produkt der Firma Zeisner wurde. In den 1920er-Jahren als „Deutsche Gewürz-Sauce“ beworben, wird sie heute noch nahezu unverändert hergestellt und inzwischen als „Worcestershire Sauce“ angeboten.
Georg Zeisner, der Sohn des Firmengründers, experimentierte mit anderen Würzsaucen und mischte dann 1937 Deutschlands ersten Tomatenketchup. Diese auf Tomatenmarkbasis hergestellte Würzsauce, die in England bereits seit Mitte des 18. Jahrhunderts und in den USA seit Mitte des 19. Jahrhunderts verbreitet war, galt damals in Deutschland noch als kulinarische Besonderheit und war dort erst seit Anfang des 20. Jahrhunderts in Spezialitätengeschäften als Importware erhältlich. Ketchup wurde seinerzeit noch „nicht als Sauce, sondern als Würze zum Abrunden von Gerichten verwendet“.
Das änderte sich in den 1950er-Jahren, als mit Günther Zeisner (1934–2016) die dritte Generation die Firma übernahm. Nachdem Ketchup nach 1945 zunächst durch die englischen und amerikanischen Besatzungssoldaten in Deutschland breiter bekannt geworden war, stieg in den Fünfzigern der Bedarf durch das Aufkommen der Schnellimbisse „sprunghaft“ an, und Günther Zeisner und seine Frau Ursula Zeisner bauten den Betrieb bei jährlichem Produktionszuwachs weiter aus. Wegen der bei der Produktion auftretenden Geruchsbelästigungen wurde der Unternehmensstandort im Jahr 1967 von der Bremer Innenstadt in die Umlandgemeinde Grasberg verlagert. Das Unternehmen firmierte damals unter dem Namen Zeisner & Co.
1995 trat der Urenkel des Firmengründers und Sohn von Günther Zeisner, der Kaufmann Thomas Zeisner, mit in die Geschäftsführung ein. Inzwischen wird die Zeisner Feinkost GmbH & Co. KG in vierter Generation von Thomas Zeisner alleine geführt. Das Unternehmen ist im Handelsregister des Amtsgerichts Walsrode eingetragen.

## Profil
Das Unternehmen beliefert als spezialisierter Lebensmittelhersteller deutsche Handelsketten im Lebensmitteleinzelhandel sowie Hotel-Restaurants, Gaststätten und Schnellimbisse mit Ketchup und Gewürzsaucen. Außerdem wird von Zeisner auch die weiterverarbeitende Lebensmittelindustrie mit den entsprechenden Würzsaucen versorgt.
Zeisner exportiert in die westeuropäischen Länder und auch in andere Kontinente, wie in die USA und nach Australien. Hauptexportländer sind Belgien, wo Zeisner zu den führenden Ketchup-Marken gehört, und die Niederlande.

## Sortiment
Zeisner produziert und vertreibt hauptsächlich verschiedene Ketchups und andere Würzsaucen, insgesamt sind ein Dutzend verschiedene Geschmacksrichtungen im Angebot. „Klassiker“ des Firmenangebots ist nach wie vor der nach dem firmeneigenen Rezept von 1937 hergestellte Tomatenketchup. Zum weiteren Ketchup-Sortiment gehören derzeit: Curryketchup, Schaschliksauce, Gewürzketchup in den Geschmacksrichtungen „mild“ und „scharf“, Burgersauce, Barbecuesauce, Currysauce und Chinasauce. Außerdem werden Worcestershiresauce und Sojasauce hergestellt sowie für Großverbraucher auch – nur in größeren Gebinden angebotene – Worcestershiresauce in verschiedenen Geschmacksrichtungen wie zum Beispiel Helle Worcestershiresauce sowie als glutenfreie und allergenfreie Varianten. Ergänzt wird das Sortiment durch Salatmayonnaise, die als Imbissbedarf nur in Form von Portionspackungen vertrieben wird.
Das Ketchup- und Würzsaucen-Sortiment wird in verschiedenen Abfüllmengen sowie in unterschiedlichen Verkaufsbehältnissen und -verpackungen angeboten. Je nach Produkt kommen folgende Verpackungsarten und Füllmengen in den Handel: Kunststoffflaschen (425 und 800 ml), Eimer (10 kg), Kanister (5, 6, 10 und 12 kg), Portionspackungen (20 ml) und Glasflaschen (140 und 1000 ml), sowie teils auch Bag-In-Box-Verpackungen (5 kg) und Container (900 und 1100 kg).